# Instituto Mexicano del Seguro Social
| Amtsinhaber                       | Amtszeit  |
| --------------------------------- | --------- |
| Vicente Santos Guajardo           | 1940–1944 |
| Ignacio García Téllez             | 1944–1946 |
| Antonio Díaz Lombardo             | 1946–1952 |
| Antonio Ortiz Mena                | 1952–1958 |
| Benito Coquet Lagunes             | 1958–1964 |
| Sealtiel Alatriste Ábrego         | 1964–1966 |
| Ignacio Morones Prieto            | 1966–1970 |
| Carlos Gálvez Betancourt          | 1970–1975 |
| Jesús Reyes Heroles               | 1975–1976 |
| Arsenio Farell Cubillas           | 1976–1982 |
| Ricardo García Sáinz              | 1982–1991 |
| Emilio Gamboa Patrón              | 1991–1993 |
| Genaro Borrego Estrada            | 1993–2000 |
| Mario Luis Fuentes Alcalá         | 2000      |
| Santiago Levy Algazi              | 2000–2005 |
| Fernando Flores y Pérez           | 2005–2006 |
| Juan Francisco Molinar Horcasitas | 2006–     |

Logo

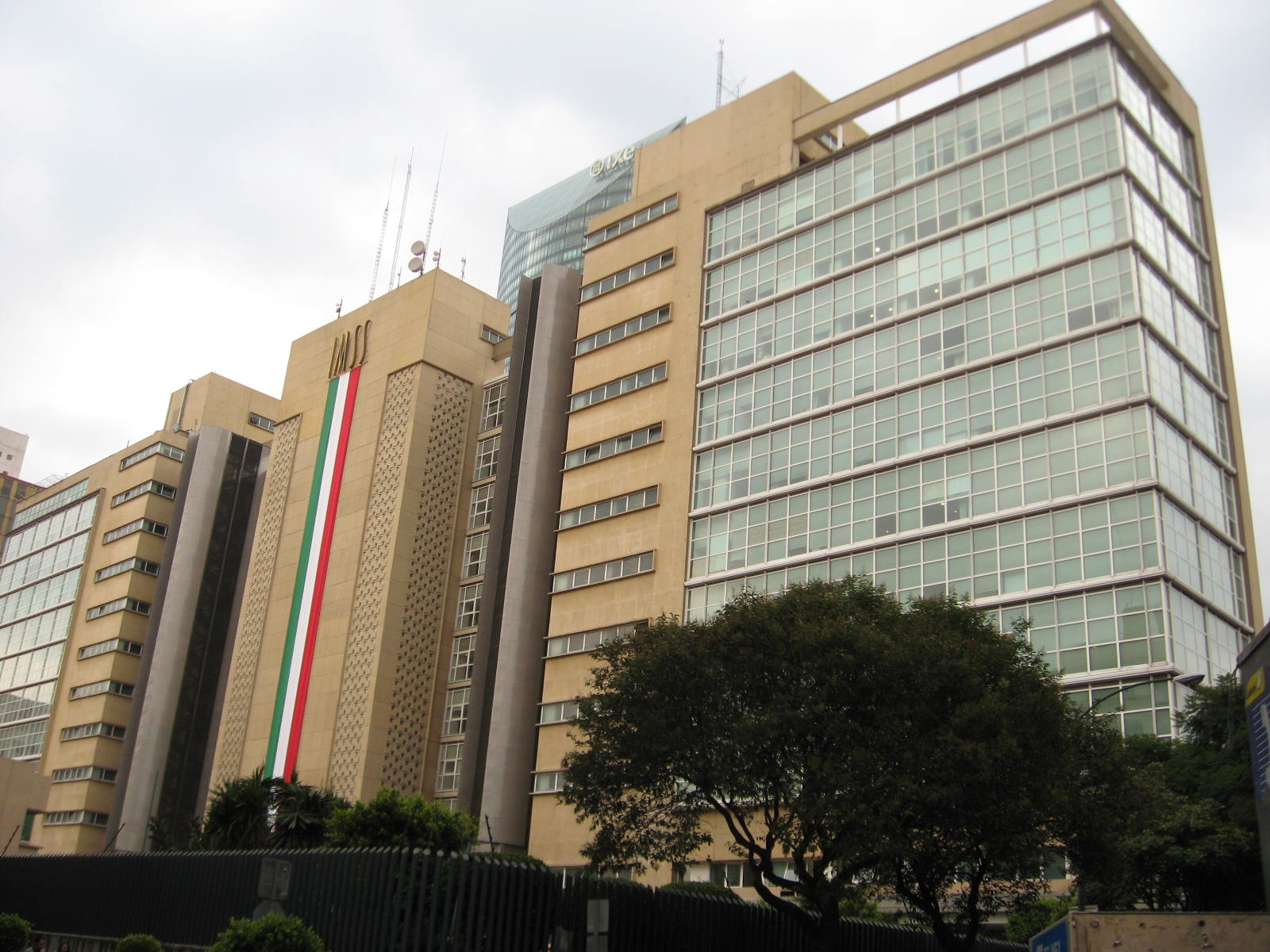
Instituto Mexicano del Seguro Social

Das Instituto Mexicano del Seguro Social (IMSS) ist das 1942 gegründete mexikanische Institut für Soziale Sicherheit mit Sitz in Mexiko-Stadt. Das IMSS ist eine staatliche Behörde und ist die größte Institution dieser Art in Lateinamerika. Für die soziale Absicherung der Staatsbediensteten ist das Instituto de Seguridad y Servicios Sociales de los Trabajadores del Estado (ISSSTE) zuständig. Durch beide Institutionen zusammen waren 1998 bereits 55 bis 60 Prozent der Landesbevölkerungen abgesichert.